# Lee Dae-ho
Detta är ett koreanskt namn; familjenamnet är Lee.
Lee Dae-ho, född den 21 juni 1982 i Busan, är en sydkoreansk basebollspelare som tog guld för Sydkorea vid olympiska sommarspelen 2008 i Peking.
Lee representerade även Sydkorea vid World Baseball Classic 2009, när Sydkorea kom tvåa, och 2013.
Inför 2016 års säsong skrev Lee på ett ettårskontrakt med Seattle Mariners i Major League Baseball (MLB) efter att ha spelat i japanska Nippon Professional Baseball (NPB) i fyra år. Dessförinnan spelade han tio år i sydkoreanska KBO League.